# Xenolytus asemus
Xenolytus asemus är en stekelart som först beskrevs av Tosquinet 1903.  Xenolytus asemus ingår i släktet Xenolytus och familjen brokparasitsteklar. Inga underarter finns listade i Catalogue of Life.